# Берлинская лазурь

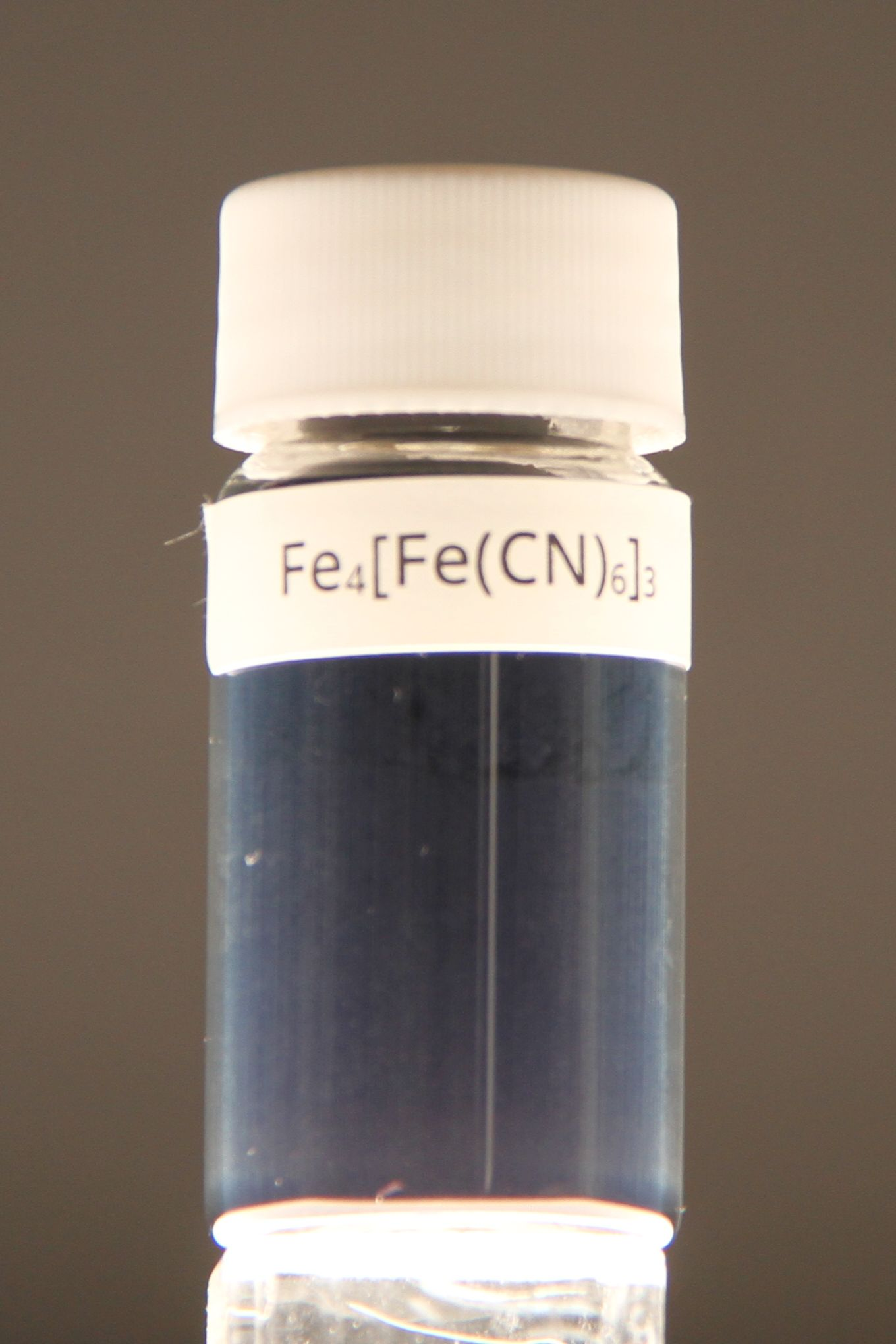
Берлинская лазурь в виале

Берлинская лазурь (железная лазурь, прусский синий, парижская лазурь, прусская лазурь,  гамбургская синь, нейблау, милори) — синий пигмент, смесь гексацианоферратов(II) от KFe[Fe(CN)6] до Fe4[Fe(CN)6]3. Получаемая другими способами турнбулева синь, для которой следовало бы ожидать формулы Fe3[Fe(CN)6]3, в действительности представляет собой ту же смесь веществ.

## История и происхождение названия
Точная дата получения берлинской лазури неизвестна. Согласно наиболее распространённой версии, она была получена в начале XVIII века (1706) в Берлине красильщиком Дисбахом. В некоторых источниках его называют Иоганном Якобом Дисбахом (нем. Johann Jacob Diesbach).
По версии, опубликованной в 1731 году врачом и химиком Шталем, ключевую роль в изобретении и продвижении на рынок берлинской лазури, наряду с Дисбахом, сыграл Иоганн Конрад Диппель — немецкий врач, алхимик и авантюрист. По одной версии, Дисбах просто создал новый пигмент, когда работал в лаборатории Диппеля в Берлине. По другой, излагаемой современным французским историком Мишелем Пастуро, Дисбах, аптекарь и торговец красками, купил у Диппеля некачественный поташ, используемый для осаждения настоя кошенили. Поташ, проданный Диппелем, уже был ранее использован им для очистки костяного масла, в результате чего вместо привычного красного у Дисбаха получился великолепный синий осадок. Дисбах обратился к Диппелю с вопросами, а уже тот наладил производство нового пигмента и десять лет скрывал его состав, благодаря чему нажил состояние. В 1724 году рецепт раскрыл и опубликовал английский химик Джон Вудворт (англ.), после чего берлинская лазурь стала производиться по всей Европе.
Интенсивный ярко-синий цвет соединения и место получения дали начало названию. С современной точки зрения, получение берлинской лазури состояло в осаждении гексацианоферрата(II) железа(II) путём добавления к «жёлтой кровяной соли» солей железа(II) (например, «железного купороса») и последующему окислению до гексацианоферрата(II) железа(III). Можно было обойтись и без окисления, если сразу добавлять к «жёлтой кровяной соли» соли железа(III).
Другие тривиальные названия этого соединения («железная лазурь», «прусский синий», «парижская лазурь», «прусская лазурь», «гамбургская синь») также обязаны происхождением красивому синему цвету этого соединения.
Название «турнбулева синь» происходит от названия шотландской фирмы «Артур и Турнбуль», которая в конце XVIII века производила краски. В их синтезе к «красной кровяной соли» добавляли соль железа(II) (железный купорос). При этом получалось соединение, очень похожее на «берлинскую лазурь», такого же красивого синего цвета, также существующего в растворимой и нерастворимой формах. Окончательно тот факт, что «берлинская лазурь» и «турнбулева синь» — это одно и то же вещество, был установлен только в XX веке, когда в 1928 году были измерены магнитные моменты этих соединений, а в 1936 году получены их рентгенограммы.
Под названием «парижская лазурь» одно время предлагалась очищенная «берлинская лазурь».

## Получение
Метод приготовления держался в секрете до момента публикации способа производства англичанином Вудвордом в 1724 году.
Берлинскую лазурь можно получить, добавляя к растворам гексацианоферрата(II) калия («жёлтой кровяной соли») соли трёхвалентного железа. При этом, в зависимости от условий проведения, реакция может идти по уравнениям:
1:
FeIIICl3 + K4[FeII(CN)6] → KFeIII[FeII(CN)6] + 3KCl,
или в ионной форме,
Fe3+ + [Fe(CN)6]4− → Fe[Fe(CN)6]−
Получающийся гексацианоферрат(II) калия-железа(III) растворим, поэтому носит название «растворимая берлинская лазурь».
В структурной схеме растворимой берлинской лазури (кристаллогидрата вида KFeIII[FeII(CN)6]·H2O) ионы Fe2+ и Fe3+ располагаются в кристаллической решётке однотипно, однако по отношению к цианидным группам они неравноценны,у Fe2+ преобладает тенденция к размещению между атомами углерода, а Fe3+ — между атомами азота.
2:
4FeIIICl3 + 3K4[FeII(CN)6] → FeIII4[FeII(CN)6]3↓ + 12KCl,
или в ионной форме,
4Fe3+ + 3[Fe(CN)6]4− → FeIII4[FeII(CN)6]3↓
Образующийся нерастворимый (растворимость 2⋅10−6 моль/л) осадок гексацианоферрата(II) железа(III) носит название «нерастворимая берлинская лазурь».
Приведённые выше реакции используются в аналитической химии для определения наличия ионов Fe3+.
Ещё один способ состоит в добавлении к растворам гексацианоферрата(III) калия («красной кровяной соли») солей двухвалентного железа. Реакция идёт также с образованием растворимой и нерастворимой формы (см. выше), например, по уравнению (в ионной форме)
4Fe2+ + 3[Fe(CN)6]3− → FeIII4[FeII(CN)6]3↓
Ранее считалось, что при этом образуется гексацианоферрат(III) железа(II), то есть FeII3[Fe(CN)6]2, именно такую формулу предлагали для «турнбулевой сини». Теперь известно (см. выше), что турнбулева синь и берлинская лазурь — одно и то же вещество, а в процессе реакции происходит переход электронов от ионов Fe2+ к гексацианоферрат(III)-иону (валентная перестройка Fe2+ + [Fe3+(CN)6] к Fe3+ + [Fe2+(CN)6] происходит практически мгновенно, обратную реакцию можно осуществить в вакууме при 300 °C).
Эта реакция также является аналитической и используется, соответственно, для определения ионов Fe2+.
При старинном методе получения берлинской лазури, когда смешивали растворы жёлтой кровяной соли и железного купороса, реакция шла по уравнению
FeIISO4 + K4[FeII(CN)6] → K2FeII[FeII(CN)6] + K2SO4.
Получившийся белый осадок гексацианоферрата(II) калия-железа(II) (соль Эверитта) быстро окисляется кислородом воздуха до гексацианоферрата(II) калия-железа(III), то есть берлинской лазури.

## Свойства
Термическое разложение берлинской лазури идёт по схемам:
при 200 °C:
3Fe4[Fe(CN)6]3 →(t) 6(CN)2 + 7Fe2[Fe(CN)6]
при 560 °C:
Fe2[Fe(CN)6] →(t) 3N2 + Fe3C + 5C
Интересным свойством нерастворимой формы берлинской лазури является то, что она, будучи полупроводником, при очень сильном охлаждении (ниже 5,5 К) становится ферромагнетиком — уникальное свойство среди координационных соединений металлов.

## Применение

### В качестве пигмента
Применяется как синий пигмент с торговым названием «милори».

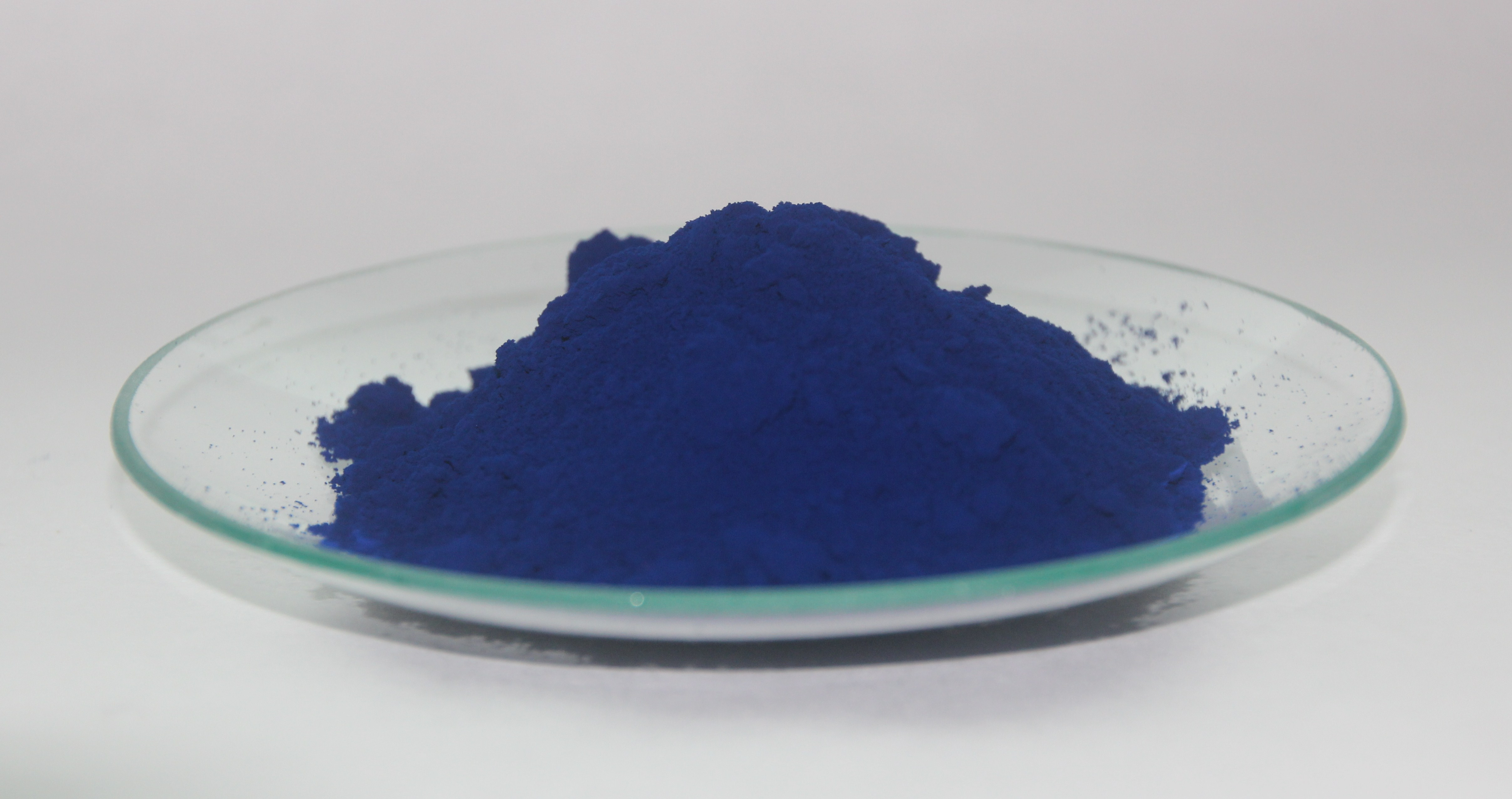

Цвет железной лазури изменяется от тёмно-синего к светло-синему по мере увеличения содержания калия. Интенсивный ярко-синий цвет берлинской лазури обусловлен, вероятно, одновременным наличием железа в различных степенях окисления, так как наличие в соединениях одного элемента в разных степенях окисления часто даёт появление или усиление цветности.
Тёмная лазурь жёсткая, трудно смачивается и диспергируется, в накрасках лессирует и, всплывая, даёт зеркальное отражение жёлто-красных лучей («бронзирует»).
Укрывистость тёмной железной лазури 20 г/м², светлой 10 г/м².
Маслоёмкость 40—60 г/100 г.
Железная лазурь в воде не растворима, неядовита, обладает высокой красящей способностью, светостойкостью и атмосферостойкостью.
Устойчива к нагреванию до 180 °C. Обладает стойкостью к кислотам, но легко разлагается даже самыми слабыми щелочами.
Благодаря хорошей укрывистости и красивому синему цвету находит широкое применение в качестве пигмента для изготовления красок и эмалей.
Также её применяют в производстве печатных красок, синей копирки, подкрашивания бесцветных полимеров типа полиэтилена.
Применение ограничено неустойчивостью по отношению к щелочам, под действием которых разлагается с выделением гидроксида железа Fe(OH)3. Она не может использоваться в композиционных материалах, имеющих в своём составе щелочные компоненты, и для окраски по известковой штукатурке.
В таких материалах в качестве синего пигмента, как правило, используют органический пигмент голубой фталоцианиновый.

### Лекарственное средство
Используется как антидот (таблетки «Ферроцин») при отравлении солями таллия и цезия для связывания поступающих в желудочно-кишечный тракт радиоактивных нуклидов, тем самым препятствуя их всасыванию. Код АТХ V03AB31. Фармакопейный препарат Ферроцин был разрешён Фармкомитетом и Минздравом СССР в 1978 году для применения при остром отравлении человека изотопами цезия. Ферроцин состоит из 5 % железо-гексацианоферрата калия KFe[Fe(CN)6] и 95 % железо-гексацианоферрата Fe4[Fe(CN)6]3.

### Ветеринарный препарат
Для реабилитации земель, загрязнённых после Чернобыльской катастрофы, был создан ветеринарный препарат на основе медицинского активного компонента Ферроцин — Бифеж. Внесён в Государственный реестр лекарственных средств для ветеринарного применения под номером 46-3-16.12-0827№ПВР-3-5.5/01571.
Бифеж представляет собой берлинскую лазурь (10 %), нанесённую на органический носитель — гранулы целлюлозы (90 %). Использование носителя упрощает дозировку в бытовых условиях.
В ходе начальных испытаний препараты с берлинской лазурью сокращали переход радиоизотопа Cs-137 из подножных кормов в молоко и мясо в 1,5—6 раз. Дальнейшие исследования показали, что ежедневное добавление 30 г препарата Бифеж к кормам снижает содержание радиоцезия в мышечной ткани коров, бычков и овец в 12—13 раз, во внутренних органах — в 25—90 раз, в коровьем молоке — в 10—20 раз. Использование более 500 тонн препарата Бифеж с 1993 по 2003 год позволило реабилитировать более 250 тыс. коров и очистить от радиоцезия более 500 тыс. тонн молока в России, Украине и Белоруссии.

### Сорбент
Гексацианоферрат железа-калия на целлюлозе (под названиями АНФЕЖ и ФЕЖЕЛ) — сорбент, применяемый при анализе различных вод (природных и технологических), содержащих радиоактивные загрязнения. Сорбент является композиционным неорганическим ионообменным материалом на основе ферроцианида железа-калия и обладает свойством избирательно извлекать Цезий-137, один из наиболее опасных радионуклидов, попадающих в окружающую среду в результате ядерных аварий или испытаний ядерного оружия.
Гексацианоферрат железа-калия на целлюлозе применяется на территории бывшего СССР, начиная с 1992 года. С его помощью ведется также мониторинг загрязнений Цезием-137 в различных регионах мира.
Используется при мониторинге на Цезий-137 прибрежных и внутренних вод (рек, озер) научными организациями России, США, Японии, ряда стран СНГ, а также Европы.
Гексацианоферрат железа-калия на целлюлозе также применяется для очистки технологических водных растворов атомных электростанций от изотопов цезия, таллия, рубидия. Применим для слаборадиоактивных технологических вод, а также иных жидких радиоактивных отходов (ЖРО): из сточных вод регенератов блочных обессолевающих установок (БОУ) и спецводоочистки (СВО), хозбытовых (трапных) вод и растворов бассейна выдержки тепловыделяющих элементов (ТВЭЛов).
Сорбент является компонентом технологических схем по очистке жидких радиоактивных отходов средней и малой активности.
Применялся или применяется на АЭС в России и США
Существует разновидность гексацианоферрата железа-калия на целлюлозе — комбинированный препарат «ФЕЖЕЛ-БИО», разработанный для ускорения очистки вод, загрязненных нефтью или нефтепродуктами. Этот препарат может применяться при переработке отходов нефтепродуктов. Вместе с интенсивной абсорбцией одновременно происходит биодеструкция загрязнений до безвредных соединений.

### Другие сферы применения
До того, как мокрое копирование документов и чертежей было вытеснено сухим, берлинская лазурь являлась основным образующимся пигментом в процессе светокопирования (так называемые «синьки», процесс цианотипии).
В смеси с маслянистыми материалами используется для контроля плотности прилегания поверхностей и качества их обработки. Для этого поверхности натирают указанной смесью, затем соединяют. Остатки нестёршейся синей смеси указывают более глубокие места.
Также используется как комплексообразующий агент, например, для получения пруссидов.
В XIX веке использовалась в России и Китае для подкрашивания спитой заварки, а также для перекраски чёрного чая в зелёный.

## Токсичность
Не является токсичным веществом: хотя в её составе и есть цианидный анион CN−, он прочно связан в устойчивом комплексном гексацианоферрат4−-анионе (константа нестойкости этого аниона составляет лишь 4⋅10−36).